# Мадад
Мадад (тадж. Мадад; до 2008 года — Камаров) — село в районе Рудаки Республики Таджикистан. Входит в состав джамоата (сельской общины) Чоргултеппа.
Находится на расстоянии 1 км от районного центра (пгт. Сомониён).
Население — 3825 чел. (2017).